# Magyarország a 2000. évi nyári olimpiai játékokon
Magyarország az ausztráliai Sydneyben megrendezett 2000. évi nyári olimpiai játékok egyik részt vevő nemzete volt. Az országot az olimpián 23 sportágban 178 sportoló képviselte, akik összesen 17 érmet szereztek.

## Érmesek
| Érem  | Versenyző | Sportág       | Versenyszám               | Dátum          |
| ----- | --- | ------------- | ------------------------- | -------------- |
| Arany | Kammerer Zoltán Storcz Botond | Kajak-kenu    | Férfi kajak kettes 500 m  | október 1.     |
| Arany | Horváth Gábor Kammerer Zoltán Storcz Botond Vereckei Ákos | Kajak-kenu    | Férfi kajak négyes 1000 m | szeptember 30. |
| Arany | Kolonics György | Kajak-kenu    | Férfi kenu egyes 500 m    | október 1.     |
| Arany | Novák Ferenc Pulai Imre | Kajak-kenu    | Férfi kenu kettes 500 m   | október 1.     |
| Arany | Csollány Szilveszter | Torna         | Férfi gyűrű               | szeptember 24. |
| Arany | Kovács Ágnes | Úszás         | Női 200 m mell            | szeptember 21. |
| Arany | Nagy Tímea | Vívás         | Női párbajtőr, egyéni     | szeptember 17. |
| Arany | Nemzeti válogatott Benedek Tibor Biros Péter Fodor Rajmund Kásás Tamás Kiss Gergely Kósz Zoltán Märcz Tamás Molnár Tamás Steinmetz Barnabás Szécsi Zoltán Székely Bulcsú Varga Zsolt Vári Attila                                  | Vízilabda     | Férfi                     | október 1.     |
| Ezüst | Bárdosi Sándor | Birkózás      | Kötöttfogás, 85 kg        | szeptember 27. |
| Ezüst | Kovács Katalin Szabó Szilvia | Kajak-kenu    | Női kajak kettes 500 m    | október 1.     |
| Ezüst | Kovács Katalin Kőbán Rita Szabó Szilvia Viski Erzsébet | Kajak-kenu    | Női kajak négyes 500 m    | szeptember 30. |
| Ezüst | Nemzeti válogatott Balogh Beatrix Deli Rita Farkas Andrea Farkas Ágnes Kántor Anikó Kökény Beatrix Kulcsár Anita Lőwy Dóra Nagy Anikó Pádár Ildikó Pálinger Katalin Pigniczki Krisztina Radulovics Bojana Simics Judit Siti Beáta | Kézilabda     | Női                       | október 1.     |
| Ezüst | Balogh Gábor | Öttusa        | Férfi                     | szeptember 30. |
| Ezüst | Márkus Erzsébet | Súlyemelés    | Női 69 kg                 | szeptember 19. |
| Bronz | Bártfai Krisztián Veréb Krisztián | Kajak-kenu    | Férfi kajak kettes 1000 m | szeptember 30. |
| Bronz | Erdei Zsolt | Ökölvívás     | Középsúly                 | szeptember 28. |
| Bronz | Igaly Diána | Sportlövészet | Női skeet                 | szeptember 21. |

| Sport         | 1. helyezett, aranyérmes | 2. helyezett, ezüstérmes | 3. helyezett, bronzérmes | Összesen |
| Asztalitenisz | 0                        | 0                        | 0                        | 0        |
| Atlétika      | 0                        | 0                        | 0                        | 0        |
| Birkózás      | 0                        | 1                        | 0                        | 1        |
| Cselgáncs     | 0                        | 0                        | 0                        | 0        |
| Evezés        | 0                        | 0                        | 0                        | 0        |
| Kajak-kenu    | 4                        | 2                        | 1                        | 7        |
| Kerékpározás  | 0                        | 0                        | 0                        | 0        |
| Kézilabda     | 0                        | 1                        | 0                        | 1        |
| Műugrás       | 0                        | 0                        | 0                        | 0        |
| Ökölvívás     | 0                        | 0                        | 1                        | 1        |
| Öttusa        | 0                        | 1                        | 0                        | 1        |
| Sportlövészet | 0                        | 0                        | 1                        | 1        |
| Súlyemelés    | 0                        | 1                        | 0                        | 1        |
| Szinkronúszás | 0                        | 0                        | 0                        | 0        |
| Taekwondo     | 0                        | 0                        | 0                        | 0        |
| Tenisz        | 0                        | 0                        | 0                        | 0        |
| Torna         | 1                        | 0                        | 0                        | 1        |
| Triatlon      | 0                        | 0                        | 0                        | 0        |
| Úszás         | 1                        | 0                        | 0                        | 1        |
| Vitorlázás    | 0                        | 0                        | 0                        | 0        |
| Vívás         | 1                        | 0                        | 0                        | 1        |
| Vízilabda     | 1                        | 0                        | 0                        | 1        |
| Összesen      | 8                        | 6                        | 3                        | 17       |

| Naponként | Naponként      | Naponként                | Naponként                | Naponként                | Naponként | Naponként |
| --------- | -------------- | ------------------------ | ------------------------ | ------------------------ | --------- | --------- |
| Nap       | Dátum          | 1. helyezett, aranyérmes | 2. helyezett, ezüstérmes | 3. helyezett, bronzérmes | Összesen  |           |
| 1. nap    | szeptember 15. | —                        | —                        | —                        | —         |           |
| 2. nap    | szeptember 16. | 0                        | 0                        | 0                        | 0         |           |
| 3. nap    | szeptember 17. | 1                        | 0                        | 0                        | 1         |           |
| 4. nap    | szeptember 18. | 0                        | 0                        | 0                        | 0         |           |
| 5. nap    | szeptember 19. | 0                        | 1                        | 0                        | 1         |           |
| 6. nap    | szeptember 20. | 0                        | 0                        | 0                        | 0         |           |
| 7. nap    | szeptember 21. | 1                        | 0                        | 1                        | 2         |           |
| 8. nap    | szeptember 22. | 0                        | 0                        | 0                        | 0         |           |
| 9. nap    | szeptember 23. | 0                        | 0                        | 0                        | 0         |           |
| 10. nap   | szeptember 24. | 1                        | 0                        | 0                        | 1         |           |
| 11. nap   | szeptember 25. | 0                        | 0                        | 0                        | 0         |           |
| 12. nap   | szeptember 26. | 0                        | 0                        | 0                        | 0         |           |
| 13. nap   | szeptember 27. | 0                        | 1                        | 0                        | 1         |           |
| 14. nap   | szeptember 28. | 0                        | 0                        | 1                        | 1         |           |
| 15. nap   | szeptember 29. | 0                        | 0                        | 0                        | 0         |           |
| 16. nap   | szeptember 30. | 1                        | 2                        | 1                        | 4         |           |
| 17. nap   | október 1.     | 4                        | 2                        | 0                        | 6         |           |
| Összesen  |                | 8                        | 6                        | 3                        | 17        |           |

## További magyar pontszerzők

### 4. helyezettek
| Név                                     | Sportág       | Versenyszám        |
| --------------------------------------- | ------------- | ------------------ |
| Bátorfi Csilla Tóth Krisztina           | Asztalitenisz | páros              |
| Vereckei Ákos                           | Kajak-kenu    | kajak egyes, 500 m |
| Czene Attila                            | Úszás         | 200 m vegyes       |
| Ferjancsik Domonkos                     | Vívás         | kard, egyéni       |
| Mincza Ildikó Nagy Tímea Szalay Gyöngyi | Vívás         | párbajtőr, csapat  |

### 5. helyezettek
| Név                                                    | Sportág       | Versenyszám         |
| ------------------------------------------------------ | ------------- | ------------------- |
| Haller Ákos Pető Tibor                                 | Evezés        | kétpárevezős        |
| Novák Ferenc Pulai Imre                                | Kajak-kenu    | kenu kettes, 1000 m |
| Szabolcsi Szilvia                                      | Kerékpározás  | sprint              |
| Gerebics Roland                                        | Sportlövészet | dupla trap          |
| Likerecz Gyöngyi                                       | Súlyemelés    | 63 kg               |
| Salim József                                           | Taekwondo     | 58 kg               |
| Kovács Ágnes                                           | Úszás         | 100 m mell          |
| Gáspár Zsolt Güttler Károly Horváth Péter Zubor Attila | Úszás         | 4 × 100 m vegyes    |
| Ferjancsik Domonkos Köves Csaba Nemcsik Zsolt          | Vívás         | kard, csapat        |

### 6. helyezettek
| Név                                        | Sportág    | Versenyszám        |
| ------------------------------------------ | ---------- | ------------------ |
| Kőbán Rita                                 | Kajak-kenu | kajak egyes, 500 m |
| Kovács Zoltán                              | Súlyemelés | 94 kg              |
| Supola Zoltán                              | Torna      | egyéni összetett   |
| Knapek Edina Lantos Gabriella Mohamed Aida | Vívás      | tőr, csapat        |

## Eredményesség sportáganként
A magyar csapat tizenöt sportágban összesen 135 olimpiai pontot szerzett. Az egyes sportágak eredményessége, illetve az induló versenyzők száma a következő:
(kiemelve az egyes számoszlopok legmagasabb értéke, vagy értékei)
| Sportág, szakág | Helyezések száma | Helyezések száma | Helyezések száma | Helyezések száma | Helyezések száma | Helyezések száma | Olimpiai pont | Indulók száma | Indulók száma | Indulók száma |
| Sportág, szakág |                  |                  |                  | 4.               | 5.               | 6.               | Olimpiai pont | Férfi         | Nő            | Össz.         |
| Asztalitenisz   | 0                | 0                | 0                | 1                | 0                | 0                | 3             | 0             | 3             | 3             |
| Birkózás        | 0                | 1                | 0                | 0                | 0                | 0                | 5             | 8             | 0             | 8             |
| Evezés          | 0                | 0                | 0                | 0                | 1                | 0                | 2             | 2             | 2             | 4             |
| Kajak-kenu      | 4                | 2                | 1                | 1                | 1                | 1                | 48            | 11            | 4             | 15            |
| Kerékpározás    | 0                | 0                | 0                | 0                | 1                | 0                | 2             | 0             | 1             | 1             |
| Kézilabda       | 0                | 1                | 0                | 0                | 0                | 0                | 5             | 0             | 15            | 15            |
| Ökölvívás       | 0                | 0                | 1                | 0                | 0                | 0                | 4             | 3             | 0             | 3             |
| Öttusa          | 0                | 1                | 0                | 0                | 0                | 0                | 5             | 2             | 2             | 4             |
| Sportlövészet   | 0                | 0                | 1                | 0                | 1                | 0                | 6             | 6             | 1             | 7             |
| Súlyemelés      | 0                | 1                | 0                | 0                | 1                | 1                | 8             | 4             | 3             | 7             |
| Taekwondo       | 0                | 0                | 0                | 0                | 1                | 0                | 2             | 1             | 0             | 1             |
| Torna           | 1                | 0                | 0                | 0                | 0                | 1                | 8             | 2             | 2             | 4             |
| Úszás           | 1                | 0                | 0                | 1                | 2                | 0                | 14            | 13            | 9             | 22            |
| Vívás           | 1                | 0                | 0                | 2                | 1                | 1                | 16            | 7             | 6             | 13            |
| Vízilabda       | 1                | 0                | 0                | 0                | 0                | 0                | 7             | 13            | 0             | 13            |
|                 |                  |                  |                  |                  |                  |                  |               |               |               |               |
| Összesen        | 8                | 6                | 3                | 5                | 9                | 4                | 135           | 109           | 69            | 178           |

Volt magyar induló, de nem volt magyar pontszerző a következő sportágakban, illetve szakágakban: atlétika, cselgáncs, műugrás, szinkronúszás, ritmikus sportgimnasztika, tenisz, triatlon, vitorlázás

## Asztalitenisz
Női
| Versenyző                     | Versenyszám | Selejtező         | Csoportkör                                                                                              | Csoportkör | 32-es főtábla                                         | Nyolcaddöntő                                                           | Negyeddöntő                                                  | Elődöntő                                                      | Döntő                                                                                        | Helyezés |
| Versenyző                     | Versenyszám | Ellenfél Eredmény | Ellenfél Eredmény                                                                                       | Hely.      | Ellenfél Eredmény                                     | Ellenfél Eredmény                                                      | Ellenfél Eredmény                                            | Ellenfél Eredmény                                             | Ellenfél Eredmény                                                                            | Helyezés |
| ----------------------------- | ----------- | ----------------- | --- | ---------- | ----------------------------------------------------- | ---------------------------------------------------------------------- | ------------------------------------------------------------ | ------------------------------------------------------------- | -------------------------------------------------------------------------------------------- | -------- |
| Tóth Krisztina                | Egyes       |                   | erőnyerő                                                                                                | erőnyerő   | Irina Palina (RUS) · 21–15, 21–16, 21–7               | Csen Csing (TPE) · 14–21, 9–21, 14–21                                  | kiesett                                                      | kiesett                                                       | kiesett                                                                                      | 9.       |
| Bátorfi Csilla                | Egyes       |                   | B csoport · Bose Kaffo (NGR) · 21–17, 21–9, 21–9 · Jasna Fazlić-Reed (USA) · 17–21, 21–14, 21–12, 21–10 | 1.         | Xia Lian Ni (LUX) · 22–24, 10–21, 21–19, 23–21, 14–21 | kiesett                                                                | kiesett                                                      | kiesett                                                       | kiesett                                                                                      | 17.      |
| Molnár Zita                   | Egyes       |                   | E csoport · Xu Jing (TPE) · 18–21, 17–21, 11–21 · Aida Steshenko (TKM) · 21–8, 21–10, 21–14             | 2.         | kiesett                                               | kiesett                                                                | kiesett                                                      | kiesett                                                       | kiesett                                                                                      | 33.      |
| Bátorfi Csilla Tóth Krisztina | Páros       | erőnyerő          | erőnyerő                                                                                                | erőnyerő   |                                                       | Németország (GER) · Jie Schöpp · Qianhong Gotsch · 21–16, 21–16, 21–19 | Dél-Korea (KOR) · I Unszil · Szog Unmi · 21–19, 21–16, 23–21 | Kína (CHN) · Sun Jin · Yang Ying · 21–17, 18–21, 14–21, 17–21 | Bronzmérkőzés · Dél-Korea (KOR) · Kim Mukjo · Ju Dzsihje · 18–21, 19–21, 24–22, 21–19, 19–21 | 4.       |

## Atlétika
Férfi
| Versenyző                                              | Versenyszám     | Előfutam | Előfutam | Előfutam | Negyeddöntő | Negyeddöntő | Negyeddöntő | Elődöntő | Elődöntő | Elődöntő | Döntő    | Döntő    |
| Versenyző                                              | Versenyszám     | Idő      | Hely.    | Össz.    | Idő         | Hely.       | Össz.       | Idő      | Hely.    | Össz.    | Idő      | Helyezés |
| ------------------------------------------------------ | --------------- | -------- | -------- | -------- | ----------- | ----------- | ----------- | -------- | -------- | -------- | -------- | -------- |
| Szeglet Zsolt                                          | 400 m           | 46,19    | 6.       | 38.      | kiesett     | kiesett     | kiesett     | kiesett  | kiesett  | kiesett  | kiesett  | kiesett  |
| Korányi Balázs                                         | 800 m           | 1:46,21  | 4.       | 6.       |             |             |             | 1:47,35  | 7.       | 19.      | kiesett  | kiesett  |
| Csillag Levente                                        | 110 m gát       | 13,66    | 5.       | 18.      | 13,75       | 6.          | 21.         | kiesett  | kiesett  | kiesett  | kiesett  | kiesett  |
| Kovács Balázs                                          | 110 m gát       | 13,83    | 3.       | 25.      | 13,78       | 6.          | 22.         | kiesett  | kiesett  | kiesett  | kiesett  | kiesett  |
| Bédi Tibor                                             | 400 m gát       | 51,54    | 3.       | 50.      |             |             |             | kiesett  | kiesett  | kiesett  | kiesett  | kiesett  |
| Kovács Viktor Pauer Géza Babály László Gyulai Miklós   | 4 × 100 m váltó | 39,52    | 4.       | 21.      |             |             |             | kiesett  | kiesett  | kiesett  | kiesett  | kiesett  |
| Dombi Zétény Szeglet Zsolt Kilvinger Attila Bédi Tibor | 4 × 400 m váltó | 3:08,77  | 6.       | 25.      |             |             |             | kiesett  | kiesett  | kiesett  | kiesett  | kiesett  |
| Urbanik Sándor                                         | 20 km gyaloglás |          |          |          |             |             |             |          |          |          | 1:26:16  | 29.      |
| Dudás Gyula                                            | 20 km gyaloglás |          |          |          |             |             |             |          |          |          | 1:28:34  | 37.      |
| Dudás Gyula                                            | 50 km gyaloglás |          |          |          |             |             |             |          |          |          | 4:17:55  | 37.      |
| Czukor Zoltán                                          | 50 km gyaloglás |          |          |          |             |             |             |          |          |          | kizárták | kizárták |

| Versenyző      | Versenyszám   | Selejtező                | Selejtező                | Döntő    | Döntő    |
| Versenyző      | Versenyszám   | Eredmény                 | Helyezés                 | Eredmény | Helyezés |
| -------------- | ------------- | ------------------------ | ------------------------ | -------- | -------- |
| Czingler Zsolt | Hármasugrás   | 16,52 m                  | 18.                      | kiesett  | kiesett  |
| Kiss Szilárd   | Súlylökés     | 18,95 m                  | 25.                      | kiesett  | kiesett  |
| Fazekas Róbert | Diszkoszvetés | 61,76 m                  | 16.                      | kiesett  | kiesett  |
| Kővágó Zoltán  | Diszkoszvetés | érvényes kísérlet nélkül | érvényes kísérlet nélkül | kiesett  | kiesett  |
| Máté Gábor     | Diszkoszvetés | 60,86 m                  | 23.                      | kiesett  | kiesett  |
| Annus Adrián   | Kalapácsvetés | 75,41 m                  | 17.                      | kiesett  | kiesett  |
| Gécsek Tibor   | Kalapácsvetés | 77,33 m                  | 6.                       | 77,70 m  | 7.       |
| Németh Zsolt   | Kalapácsvetés | 73,95 m                  | 25.                      | kiesett  | kiesett  |

| Versenyző        | Versenyszám | 100 m | 100 m | Távolugrás | Távolugrás | Súlylökés | Súlylökés | Magasugrás | Magasugrás | 400 m | 400 m | 110 m gát | 110 m gát | Diszkoszvetés | Diszkoszvetés | Rúdugrás | Rúdugrás | Gerelyhajítás | Gerelyhajítás | 1500 m  | 1500 m | Végeredmény | Végeredmény |
| Versenyző        | Versenyszám | Idő   | Pont  | Eredmény   | Pont       | Eredmény  | Pont      | Eredmény   | Pont       | Idő   | Pont  | Idő       | Pont      | Eredmény      | Pont          | Eredmény | Pont     | Eredmény      | Pont          | Idő     | Pont   | Pont        | Helyezés    |
| ---------------- | ----------- | ----- | ----- | ---------- | ---------- | --------- | --------- | ---------- | ---------- | ----- | ----- | --------- | --------- | ------------- | ------------- | -------- | -------- | ------------- | ------------- | ------- | ------ | ----------- | ----------- |
| Kürtösi Zsolt    | Tízpróba    | 11,00 | 861   | 719 cm     | 859        | 15,13 m   | 798       | 200 cm     | 803        | 48,81 | 870   | 14,15     | 955       | 46,62 m       | 800           | 480 cm   | 849      | 57,16 m       | 695           | 4:43,39 | 659    | 8149        | 11.         |
| Zsivoczky Attila | Tízpróba    | 11,10 | 838   | 700 cm     | 814        | 14,96 m   | 787       | 206 cm     | 859        | 48,61 | 880   | 15,27     | 817       | 47,43 m       | 817           | 480 cm   | 849      | 65,87 m       | 827           | 4:23,37 | 789    | 8277        | 8.          |

Női
| Versenyző             | Versenyszám     | Előfutam | Előfutam | Előfutam | Negyeddöntő | Negyeddöntő | Negyeddöntő | Elődöntő | Elődöntő | Elődöntő | Döntő   | Döntő    |
| Versenyző             | Versenyszám     | Idő      | Hely.    | Össz.    | Idő         | Hely.       | Össz.       | Idő      | Hely.    | Össz.    | Idő     | Helyezés |
| --------------------- | --------------- | -------- | -------- | -------- | ----------- | ----------- | ----------- | -------- | -------- | -------- | ------- | -------- |
| Petráhn Barbara       | 400 m           | 52,86    | 5.       | 29.      | 52,72       | 8.          | 30.         | kiesett  | kiesett  | kiesett  | kiesett | kiesett  |
| Kálovics Anikó        | 10 000 m        | 33:20,40 | 12.      | 23.      |             |             |             |          |          |          | kiesett | kiesett  |
| Nagy-Földing Judit    | Maraton         |          |          |          |             |             |             |          |          |          | 2:30:54 | 17.      |
| Urbanikné Rosza Mária | 20 km gyaloglás |          |          |          |             |             |             |          |          |          | 1:34:45 | 18.      |
| Szebenszky Anikó      | 20 km gyaloglás |          |          |          |             |             |             |          |          |          | 1:36:46 | 29.      |

| Versenyző      | Versenyszám   | Selejtező                | Selejtező                | Döntő    | Döntő    |
| Versenyző      | Versenyszám   | Eredmény                 | Helyezés                 | Eredmény | Helyezés |
| -------------- | ------------- | ------------------------ | ------------------------ | -------- | -------- |
| Győrffy Dóra   | Magasugrás    | 189 cm                   | 18.*                     | kiesett  | kiesett  |
| Donáth Katalin | Rúdugrás      | érvényes kísérlet nélkül | érvényes kísérlet nélkül | kiesett  | kiesett  |
| Szabó Zsuzsa   | Rúdugrás      | érvényes kísérlet nélkül | érvényes kísérlet nélkül | kiesett  | kiesett  |
| Ajkler Zita    | Távolugrás    | 636 cm                   | 23.                      | kiesett  | kiesett  |
| Vaszi Tünde    | Távolugrás    | 670 cm                   | 4.                       | 659 cm   | 7.       |
| Divós Katalin  | Kalapácsvetés | 62,74 m                  | 13.                      | kiesett  | kiesett  |
| Szabó Nikolett | Gerelyhajítás | 58,86 m                  | 14.                      | kiesett  | kiesett  |

| Versenyző    | Versenyszám | 100 m gát | 100 m gát | Magasugrás | Magasugrás | Súlylökés  | Súlylökés  | 200 m      | 200 m      | Távolugrás | Távolugrás | Gerelyhajítás | Gerelyhajítás | 800 m      | 800 m      | Végeredmény   | Végeredmény   |
| Versenyző    | Versenyszám | Idő       | Pont      | Eredmény   | Pont       | Eredmény   | Pont       | Idő        | Pont       | Eredmény   | Pont       | Eredmény      | Pont          | Idő        | Pont       | Pont          | Helyezés      |
| ------------ | ----------- | --------- | --------- | ---------- | ---------- | ---------- | ---------- | ---------- | ---------- | ---------- | ---------- | ------------- | ------------- | ---------- | ---------- | ------------- | ------------- |
| Ináncsi Rita | Hétpróba    | 15,11     | 827       | 169 cm     | 842        | nem indult | nem indult | nem indult | nem indult | nem indult | nem indult | nem indult    | nem indult    | nem indult | nem indult | nem ért célba | nem ért célba |

* - egy másik versenyzővel azonos eredményt ért el

## Birkózás
Kötöttfogású
| Versenyző          | Versenyszám | Csoportkör                                                                                       | Csoportkör | Negyeddöntő       | Elődöntő                | Bronz- mérkőzés   | Döntő                       | Helyezés |
| Versenyző          | Versenyszám | Ellenfél Eredmény                                                                                | Hely.      | Ellenfél Eredmény | Ellenfél Eredmény       | Ellenfél Eredmény | Ellenfél Eredmény           | Helyezés |
| ------------------ | ----------- | ------------------------------------------------------------------------------------------------ | ---------- | ----------------- | ----------------------- | ----------------- | --------------------------- | -------- |
| Majoros István     | 58 kg       | 2. csoport · Ali Ashkani (IRI) · 1-5 · K'oba Guliashvili (GEO) · 0-3                             | 3.         | kiesett           | kiesett                 | kiesett           | kiesett                     | 18.      |
| Hirbik Csaba       | 69 kg       | 4. csoport · Valeri Nikitin (EST) · 3-4 · Ghani Yalouz (FRA) · 4-5                               | 3.         | kiesett           | kiesett                 | kiesett           | kiesett                     | 15.      |
| Berzicza Tamás     | 76 kg       | 3. csoport · Murat Kardanov (RUS) · 0-1 · Katajama Takamicu (JPN) · 2-2                          | 2.         | kiesett           | kiesett                 | kiesett           | kiesett                     | 14.      |
| Bárdosi Sándor     | 85 kg       | 5. csoport · Martin Lidberg (SWE) · 2-0 · Eddy Bartolozzi (VEN) · 5-0 · Arek Olczak (AUS) · 12-0 | 1.         | erőnyerő          | Fritz Aanes (NOR) · 4-1 |                   | Hamza Yerlikaya (TUR) · 3-3 |          |
| Deák Bárdos Mihály | 130 kg      | 4. csoport · Alekszandr Karelin (RUS) · 0-3 · Szergej Murejko (BUL) · sérülés                    | 2.         | kiesett           | kiesett                 | kiesett           | kiesett                     | 11.      |

Szabadfogású
| Versenyző      | Versenyszám | Csoportkör | Csoportkör | Negyeddöntő       | Elődöntő          | Bronz- mérkőzés   | Döntő             | Helyezés |
| Versenyző      | Versenyszám | Ellenfél Eredmény                                                                                              | Hely.      | Ellenfél Eredmény | Ellenfél Eredmény | Ellenfél Eredmény | Ellenfél Eredmény | Helyezés |
| -------------- | ----------- | --- | ---------- | ----------------- | ----------------- | ----------------- | ----------------- | -------- |
| Ritter Árpád   | 76 kg       | 4. csoport · Adem Bereket (TUR) · 2-3 · Guram Mch'edlidze (GEO) · 0-3                                          | 3.         | kiesett           | kiesett           | kiesett           | kiesett           | 18.      |
| Kapuvári Gábor | 85 kg       | 6. csoport · Amir Reza Khadem Azgadhi (IRI) · 3-5 · Nicolae Ghiţă (ROU) · 2-1 · Vincent Aka-Akesse (CIV) · 6-0 | 2.         | kiesett           | kiesett           | kiesett           | kiesett           | 7.       |
| Gombos Zsolt   | 130 kg      | 4. csoport · Artur Taymazov (UZB) · 0-10 · Aydın Polatçı (TUR) · 0-3                                           | 3.         | kiesett           | kiesett           | kiesett           | kiesett           | 17.      |

## Cselgáncs
Férfi
| Versenyző          | Versenyszám  | Selejtező                         | 32-es főtábla                      | Nyolcaddöntő                        | Negyeddöntő       | Elődöntő          | Vigaszág első kör | Vigaszág negyeddöntő | Vigaszág elődöntő | Bronz- mérkőzés   | Döntő             | Helyezés    |
| Versenyző          | Versenyszám  | Ellenfél Eredmény                 | Ellenfél Eredmény                  | Ellenfél Eredmény                   | Ellenfél Eredmény | Ellenfél Eredmény | Ellenfél Eredmény | Ellenfél Eredmény    | Ellenfél Eredmény | Ellenfél Eredmény | Ellenfél Eredmény | Helyezés    |
| ------------------ | ------------ | --------------------------------- | ---------------------------------- | ----------------------------------- | ----------------- | ----------------- | ----------------- | -------------------- | ----------------- | ----------------- | ----------------- | ----------- |
| Csák József        | Harmatsúly   | Georgi Georgiev (BUL) · 0000-0010 | kiesett                            | kiesett                             | kiesett           | kiesett           |                   |                      |                   |                   |                   | helyezetlen |
| Illyés Miklós      | Könnyűsúly   | erőnyerő                          | Carlos Méndez (PUR) · 0200-0000    | Michel de Almeida (POR) · 0000-1002 | kiesett           | kiesett           |                   |                      |                   |                   |                   | helyezetlen |
| Tölgyesi Krisztián | Váltósúly    | erőnyerő                          | Timothy Slyfield (NZL) · 0011-0010 | Aleksei Budõlin (EST) · 0100-0112   | kiesett           | kiesett           |                   |                      |                   |                   |                   | helyezetlen |
| Kovács Antal       | Félnehézsúly | erőnyerő                          | Aszhat Zsitkejev (KAZ) · 0200-0011 | Arik Zeevi (ISR) · 0000-1011        | kiesett           | kiesett           |                   |                      |                   |                   |                   | helyezetlen |
| Csősz Imre         | Nehézsúly    | erőnyerő                          | Orlando Baccino (ARG) · 0000-1000  | kiesett                             | kiesett           | kiesett           |                   |                      |                   |                   |                   | helyezetlen |

Női
| Versenyző        | Versenyszám | Selejtező                       | Nyolcaddöntő      | Negyeddöntő       | Elődöntő          | Vigaszág első kör | Vigaszág negyeddöntő | Vigaszág elődöntő | Bronz- mérkőzés   | Döntő             | Helyezés    |
| Versenyző        | Versenyszám | Ellenfél Eredmény               | Ellenfél Eredmény | Ellenfél Eredmény | Ellenfél Eredmény | Ellenfél Eredmény | Ellenfél Eredmény    | Ellenfél Eredmény | Ellenfél Eredmény | Ellenfél Eredmény | Helyezés    |
| ---------------- | ----------- | ------------------------------- | ----------------- | ----------------- | ----------------- | ----------------- | -------------------- | ----------------- | ----------------- | ----------------- | ----------- |
| Csizmadia Eszter | Váltósúly   | Celita Schutz (USA) · 0000-1000 | kiesett           | kiesett           | kiesett           |                   |                      |                   |                   |                   | helyezetlen |

## Evezés
Férfi
| Versenyző              | Versenyszám  | Előfutam | Előfutam | Vigaszág | Vigaszág | Elődöntő | Elődöntő | Elődöntő | Döntő | Döntő   | Döntő | Helyezés |
| Versenyző              | Versenyszám  | Idő      | Hely.    | Idő      | Hely.    | Típus    | Idő      | Hely.    | Típus | Idő     | Hely. | Helyezés |
| ---------------------- | ------------ | -------- | -------- | -------- | -------- | -------- | -------- | -------- | ----- | ------- | ----- | -------- |
| Pető Tibor Haller Ákos | Kétpárevezős | 6:28,33  | 1.       |          |          | A/B      | 6:23,81  | 3.       | A     | 6:27,04 | 5.    | 5.       |

Női
| Versenyző                      | Versenyszám              | Előfutam | Előfutam | Vigaszág | Vigaszág | Elődöntő | Elődöntő | Elődöntő | Döntő | Döntő   | Döntő | Helyezés |
| Versenyző                      | Versenyszám              | Idő      | Hely.    | Idő      | Hely.    | Típus    | Idő      | Hely.    | Típus | Idő     | Hely. | Helyezés |
| ------------------------------ | ------------------------ | -------- | -------- | -------- | -------- | -------- | -------- | -------- | ----- | ------- | ----- | -------- |
| Alliquander Anna Remsei Mónika | Könnyűsúlyú kétpárevezős | 7:31,05  | 6.       | 7:20,21  | 4.       |          |          |          | C     | 7:13,22 | 1.    | 13.      |

## Kajak-kenu

### Síkvízi
Férfi
| Versenyző                                                 | Versenyszám         | Előfutam | Előfutam | Előfutam | Elődöntő | Elődöntő | Elődöntő | Döntő    | Döntő    |
| Versenyző                                                 | Versenyszám         | Idő      | Hely.    | Össz.    | Idő      | Hely.    | Össz.    | Idő      | Helyezés |
| --------------------------------------------------------- | ------------------- | -------- | -------- | -------- | -------- | -------- | -------- | -------- | -------- |
| Vereckei Ákos                                             | Kajak egyes 500 m   | 1:42,089 | 1.       | 10.      | 1:39,574 | 1.       | 1.       | 2:00,145 | 4.       |
| Kökény Roland                                             | Kajak egyes 1000 m  | 3:38,606 | 2.       | 11.      | 3:39,455 | 4.       | 9.       | kiesett  | kiesett  |
| Kammerer Zoltán Storcz Botond                             | Kajak kettes 500 m  | 1:31,144 | 1.       | 4.       |          |          |          | 1:47,055 |          |
| Bártfai Krisztián Veréb Krisztián                         | Kajak kettes 1000 m | 3:13,677 | 1.       | 1.       |          |          |          | 3:16,357 |          |
| Horváth Gábor Kammerer Zoltán Storcz Botond Vereckei Ákos | Kajak négyes 1000 m | 2:58,096 | 1.       | 1.       |          |          |          | 2:55,188 |          |
| Kolonics György                                           | Kenu egyes 500 m    | 1:51,492 | 2.       | 4.       |          |          |          | 2:24,813 |          |
| Zala György                                               | Kenu egyes 1000 m   | 4:00,754 | 7.       | 12.      | 4:03,226 | 4.       | 4.       | kiesett  | kiesett  |
| Novák Ferenc Pulai Imre                                   | Kenu kettes 500 m   | 1:42,816 | 3.       | 4.       |          |          |          | 1:51,284 |          |
| Novák Ferenc Pulai Imre                                   | Kenu kettes 1000 m  | 3:38,492 | 2.       | 4.       |          |          |          | 3:43,103 | 5.       |

Női
| Versenyző                                              | Versenyszám        | Előfutam | Előfutam | Előfutam | Elődöntő | Elődöntő | Elődöntő | Döntő    | Döntő    |
| Versenyző                                              | Versenyszám        | Idő      | Hely.    | Össz.    | Idő      | Hely.    | Össz.    | Idő      | Helyezés |
| ------------------------------------------------------ | ------------------ | -------- | -------- | -------- | -------- | -------- | -------- | -------- | -------- |
| Kőbán Rita                                             | Kajak egyes 500 m  | 1:50,777 | 2.       | 2.       |          |          |          | 2:19,668 | 6.       |
| Kovács Katalin Szabó Szilvia                           | Kajak kettes 500 m | 1:42,298 | 1.       | 1.       |          |          |          | 1:58,580 |          |
| Kőbán Rita Kovács Katalin Szabó Szilvia Viski Erzsébet | Kajak négyes 500 m | 1:33,312 | 1.       | 1.       |          |          |          | 1:34,946 |          |

## Kerékpározás

### Pálya-kerékpározás
Sprintversenyek
| Versenyző         | Versenyszám | Selejtező | Selejtező | 1. forduló                    | Vigaszág                                     | Vigaszág | 9–12. helyért          | 9–12. helyért | Negyeddöntő                            | 5–8. helyért                                                                    | 5–8. helyért | Elődöntő             | Döntő                | Helyezés |
| Versenyző         | Versenyszám | Idő       | Hely.     | Ellenfél Győztes idő          | Ellenfelek Győztes idő                       | Hely.    | Ellenfelek Győztes idő | Hely.         | Ellenfél Győztes idő                   | Ellenfelek Győztes idő                                                          | Hely.        | Ellenfél Győztes idő | Ellenfél Győztes idő | Helyezés |
| ----------------- | ----------- | --------- | --------- | ----------------------------- | -------------------------------------------- | -------- | ---------------------- | ------------- | -------------------------------------- | ------------------------------------------------------------------------------- | ------------ | -------------------- | -------------------- | -------- |
| Szabolcsi Szilvia | Női egyéni  | 11,545    | 6.        | Irina Janovics (UKR) · 12,015 | Vang Jen (CHN) · Mira Kasslin (FIN) · 12,625 | 1.       |                        |               | Okszana Grisina (RUS) · 12,545; 12,885 | Tanya Lindenmuth (USA) · Tanya Dubnicoff (CAN) · Daniela Larreal (VEN) · 12,426 | 1.           |                      |                      | 5.       |

Időfutam
| Név               | Versenyszám | Idő    | Helyezés |
| ----------------- | ----------- | ------ | -------- |
| Szabolcsi Szilvia | Női egyéni  | 35,778 | 12.      |

## Kézilabda

### Női
| Magyar női kézilabdacsapat-játékoskeret                                                                                 | Magyar női kézilabdacsapat-játékoskeret                                                                              |
| --- | --- |
| - Balogh Beatrix - Deli Rita - Farkas Ágnes - Farkas Andrea - Kántor Anikó - Kökény Beatrix - Kulcsár Anita - Lőwy Dóra | - Nagy Anikó - Pádár Ildikó - Pálinger Katalin - Radulovics Bojana - Pigniczki Krisztina - Simics Judit - Siti Beáta |

#### Eredmények
Csoportkör
A csoport
| Csapat              | M | Gy | D | V | G+  | G–  | Gk  | P |
| ------------------- | - | -- | - | - | --- | --- | --- | - |
| Dél-Korea (KOR)     | 4 | 4  | 0 | 0 | 131 | 100 | +31 | 8 |
| Magyarország (HUN)  | 4 | 2  | 1 | 1 | 119 | 106 | +13 | 5 |
| Franciaország (FRA) | 4 | 2  | 0 | 2 | 90  | 93  | –3  | 4 |
| Románia (ROU)       | 4 | 1  | 1 | 2 | 99  | 101 | –2  | 3 |
| Angola (ANG)        | 4 | 0  | 0 | 4 | 98  | 137 | –39 | 0 |

| 2000. szeptember 17. 14:30 | Magyarország (HUN) | 42–22   | Angola (ANG) | Játékvezetők: Marek Tomaszewski, Neil Adams (AUS) |
| 2000. szeptember 17. 14:30 | Radulovics 11      | (18–13) | Bengue 8     | Játékvezetők: Marek Tomaszewski, Neil Adams (AUS) |
| 2000. szeptember 17. 14:30 | 2× 2×              |         | 8× 3×        | Játékvezetők: Marek Tomaszewski, Neil Adams (AUS) |

| 2000. szeptember 19. 16:30 | Franciaország (FRA) | 22–23   | Magyarország (HUN) | Játékvezetők: Peter Hansson, Peter Olsson (SWE) |
| 2000. szeptember 19. 16:30 | Pecqueux-Rolland 6  | (14–12) | Radulovics 9       | Játékvezetők: Peter Hansson, Peter Olsson (SWE) |
| 2000. szeptember 19. 16:30 | 3× 3×               |         | 4× 2×              | Játékvezetők: Peter Hansson, Peter Olsson (SWE) |

| 2000. szeptember 21. 21:30 | Magyarország (HUN) | 33–41   | Dél-Korea (KOR) | Játékvezetők: Marjan Nacsevszki, Dragan Nacsevszki (MKD) |
| 2000. szeptember 21. 21:30 | Balogh 8           | (19–16) | I Szangun 18    | Játékvezetők: Marjan Nacsevszki, Dragan Nacsevszki (MKD) |
| 2000. szeptember 21. 21:30 | 6× 3×              |         | 1× 4×           | Játékvezetők: Marjan Nacsevszki, Dragan Nacsevszki (MKD) |

| 2000. szeptember 23. 21:30 | Románia (ROU) | 21–21   | Magyarország (HUN) | Játékvezetők: Svein Olav Oie, Bjorn Hogsnes (NOR) |
| 2000. szeptember 23. 21:30 | Drăgănescu 7  | (12–10) | Farkas Á. 6        | Játékvezetők: Svein Olav Oie, Bjorn Hogsnes (NOR) |
| 2000. szeptember 23. 21:30 | 5× 3×         |         | 3× 3× 1×           | Játékvezetők: Svein Olav Oie, Bjorn Hogsnes (NOR) |

Negyeddöntő
| 2000. szeptember 28. 16:30 | Ausztria (AUT) | 27–28 (h. u.)  | Magyarország (HUN) | Játékvezetők: Vaclav Kohout, Ivan Dolejs (CZE) |
| 2000. szeptember 28. 16:30 | Logvin 9       | (12–14, 25–25) | Farkas Á. 8        | Játékvezetők: Vaclav Kohout, Ivan Dolejs (CZE) |
| 2000. szeptember 28. 16:30 | 8× 3× 1×       |                | 7× 4×              | Játékvezetők: Vaclav Kohout, Ivan Dolejs (CZE) |

Elődöntő
| 2000. szeptember 29. 21:30 | Magyarország (HUN) | 28–23   | Norvégia (NOR) | Játékvezetők: Leon Kalin, Enes Koric (SLO) |
| 2000. szeptember 29. 21:30 | Radulovics 10      | (16–10) | Grini 13       | Játékvezetők: Leon Kalin, Enes Koric (SLO) |
| 2000. szeptember 29. 21:30 | 1× 3×              |         | 3× 3×          | Játékvezetők: Leon Kalin, Enes Koric (SLO) |

Döntő
| 2000. október 1. 16:30 | Dánia (DEN)        | 31–27   | Magyarország (HUN) | Játékvezetők: Francois Garcia, Jean-Pierre Moreno (FRA) |
| 2000. október 1. 16:30 | Hoffmann-Møberg 11 | (14–16) | Radulovics 9       | Játékvezetők: Francois Garcia, Jean-Pierre Moreno (FRA) |
| 2000. október 1. 16:30 | 2× 3×              |         | 1× 3×              | Játékvezetők: Francois Garcia, Jean-Pierre Moreno (FRA) |

| Csapat             | Helyezés |
| ------------------ | -------- |
| Magyarország (HUN) |          |

## Műugrás
Férfi
| Versenyző     | Versenyszám        | Selejtező | Selejtező | Elődöntő | Elődöntő | Döntő   | Döntő    |
| Versenyző     | Versenyszám        | Pont      | Helyezés  | Pont     | Helyezés | Pont    | Helyezés |
| ------------- | ------------------ | --------- | --------- | -------- | -------- | ------- | -------- |
| Lengyel Imre  | Egyéni műugrás     | 382,98    | 13.       | kiesett  | kiesett  | kiesett | kiesett  |
| Hajnal András | Egyéni toronyugrás | 316,14    | 34.       | kiesett  | kiesett  | kiesett | kiesett  |

Női
| Versenyző      | Versenyszám    | Selejtező | Selejtező | Elődöntő | Elődöntő | Döntő   | Döntő    |
| Versenyző      | Versenyszám    | Pont      | Helyezés  | Pont     | Helyezés | Pont    | Helyezés |
| -------------- | -------------- | --------- | --------- | -------- | -------- | ------- | -------- |
| Barta Nóra     | Egyéni műugrás | 258,33    | 22.       | kiesett  | kiesett  | kiesett | kiesett  |
| Pintér Orsolya | Egyéni műugrás | 239,64    | 25.       | kiesett  | kiesett  | kiesett | kiesett  |

## Ökölvívás
| Versenyző      | Versenyszám   | Selejtező         | Nyolcaddöntő                       | Negyeddöntő                      | Elődöntő                            | Döntő             | Helyezés |
| Versenyző      | Versenyszám   | Ellenfél Eredmény | Ellenfél Eredmény                  | Ellenfél Eredmény                | Ellenfél Eredmény                   | Ellenfél Eredmény | Helyezés |
| -------------- | ------------- | ----------------- | ---------------------------------- | -------------------------------- | ----------------------------------- | ----------------- | -------- |
| Lakatos Pál    | Papírsúly     | erőnyerő          | Kim Uncshol (PRK) · 8-10           | kiesett                          | kiesett                             | kiesett           | 9.       |
| Balzsay Károly | Nagyváltósúly | erőnyerő          | Pornchai Thongburan (THA) · 12-17  | kiesett                          | kiesett                             | kiesett           | 9.       |
| Erdei Zsolt    | Középsúly     | erőnyerő          | Vlagyiszlav Viziltyer (KGZ) · 17-2 | Olekszandr Zubrihin (UKR) · 14-9 | Gajdarbek Gajdarbekov (RUS) · 16-24 | kiesett           |          |

## Öttusa
| Versenyző       | Versenyszám | Lövészet | Lövészet | Lövészet | Vívás    | Vívás | Vívás  | Úszás   | Úszás | Úszás | Lovaglás      | Lovaglás      | Lovaglás      | Lovaglás      | Futás      | Futás      | Futás      | Összesen    | Összesen |
| Versenyző       | Versenyszám | Pontszám | Pont     | Hely.    | Eredmény | Pont  | Hely.  | Idő     | Pont  | Hely. | Idő           | Hibapont      | Pont          | Hely.         | Idő        | Pont       | Hely.      | Összes pont | Helyezés |
| --------------- | ----------- | -------- | -------- | -------- | -------- | ----- | ------ | ------- | ----- | ----- | ------------- | ------------- | ------------- | ------------- | ---------- | ---------- | ---------- | ----------- | -------- |
| Balogh Gábor    | Férfi       | 181      | 1108     | 6.       | 14-10    | 920   | 4.     | 2:07,90 | 1221  | 9.    | 1:01,50       | 120           | 980           | 11.           | 9:29,49    | 1124       | 8.         | 5353        |          |
| Sárfalvi Péter  | Férfi       | 174      | 1024     | 17.*     | 12-12    | 840   | 9.***  | 2:09,55 | 1205  | 13.   | 1:29,74       | 190           | 838           | 20.           | 9:44,05    | 1064       | 15.        | 4971        | 17.      |
| Vörös Zsuzsanna | Női         | 173      | 1012     | 15.      | 11-13    | 800   | 9.**** | 2:15,82 | 1242  | 1.    | 1:20,64       | 225           | 830           | 17.           | 11:24,69   | 982        | 12.        | 4866        | 15.      |
| Simóka Nóra     | Női         | 182      | 1120     | 4.       | 11-13    | 800   | 9.**** | 2:27,87 | 1122  | 16.   | nem ért célba | nem ért célba | nem ért célba | nem ért célba | nem indult | nem indult | nem indult | 3042        | 23.      |

* - egy másik versenyzővel azonos eredményt ért el

*** - három másik versenyzővel azonos eredményt ért el

**** - nyolc másik versenyzővel azonos eredményt ért el

## Sportlövészet
Férfi
| Versenyző       | Versenyszám           | Selejtező | Selejtező | Döntő   | Döntő    |
| Versenyző       | Versenyszám           | Pont      | Helyezés  | Pont    | Helyezés |
| --------------- | --------------------- | --------- | --------- | ------- | -------- |
| Pálinkás Lajos  | Gyorstüzelő pisztoly  | 579       | 14.       | kiesett | kiesett  |
| Pálinkás Lajos  | Légpisztoly           | 570       | 29.       | kiesett | kiesett  |
| Jambrik István  | Légpisztoly           | 555       | 42.       | kiesett | kiesett  |
| Jambrik István  | Gyorstüzelő pisztoly  | 580       | 12.*      | kiesett | kiesett  |
| Sidi Péter      | Légpuska              | 589       | 15.**     | kiesett | kiesett  |
| Sidi Péter      | Sportpuska, fekvő     | 594       | 13.*****  | kiesett | kiesett  |
| Sidi Péter      | Sportpuska, összetett | 1157      | 25.***    | kiesett | kiesett  |
| Sike József     | Futócéllövészet       | 571       | 11.       | kiesett | kiesett  |
| Ángyán József   | Futócéllövészet       | 570       | 12.**     | kiesett | kiesett  |
| Gerebics Roland | Dupla trap            | 140       | 5.        | 180     | 5.       |

Női
| Versenyző   | Versenyszám | Selejtező | Selejtező | Döntő | Döntő    |
| Versenyző   | Versenyszám | Pont      | Helyezés  | Pont  | Helyezés |
| ----------- | ----------- | --------- | --------- | ----- | -------- |
| Igaly Diána | Skeet       | 71        | 2.        | 93    |          |

* - egy másik versenyzővel azonos eredményt ért el

** - két másik versenyzővel azonos eredményt ért el

*** - három másik versenyzővel azonos eredményt ért el

***** - öt másik versenyzővel azonos eredményt ért el

## Súlyemelés
Férfi
| Versenyző     | Versenyszám | Szakítás | Szakítás | Lökés                    | Lökés                    | Összesen | Helyezés |
| Versenyző     | Versenyszám | Eredmény | Helyezés | Eredmény                 | Helyezés                 | Összesen | Helyezés |
| ------------- | ----------- | -------- | -------- | ------------------------ | ------------------------ | -------- | -------- |
| Farkas Zoltán | 62 kg       | 132,5    | 9.*      | 155,0                    | 12.*                     | 287,5    | 10.      |
| Kovács Zoltán | 94 kg       | 180,0    | 4.*      | 217,5                    | 5.                       | 397,5    | 6.       |
| Tamtom Péter  | 105 kg      | 175,0    | 12.*     | érvényes kísérlet nélkül | érvényes kísérlet nélkül | kiesett  | kiesett  |
| Stark Tibor   | +105 kg     | 195,0    | 7.*      | 230,0                    | 8.*                      | 425,0    | 8.       |

Női
| Versenyző        | Versenyszám | Szakítás | Szakítás | Lökés    | Lökés    | Összesen | Helyezés |
| Versenyző        | Versenyszám | Eredmény | Helyezés | Eredmény | Helyezés | Összesen | Helyezés |
| ---------------- | ----------- | -------- | -------- | -------- | -------- | -------- | -------- |
| Márkus Erzsébet  | 69 kg       | 112,5    | 1.       | 130,0    | 4.*      | 242,5    |          |
| Likerecz Gyöngyi | 75 kg       | 105,0    | 4.*      | 122,5    | 6.       | 227,5    | 5.       |
| Szik Melinda     | +75 kg      | 107,5    | 9.       | 127,5    | 9.       | 235,0    | 9.       |

* - egy másik versenyzővel azonos eredményt ért el

## Szinkronúszás
| Versenyző                         | Versenyszám | Selejtező           | Selejtező           | Selejtező        | Selejtező        | Selejtező  | Selejtező  | Döntő               | Döntő               | Döntő            | Döntő            | Döntő      | Döntő      |
| Versenyző                         | Versenyszám | Technikai gyakorlat | Technikai gyakorlat | Szabad gyakorlat | Szabad gyakorlat | Összesítés | Összesítés | Technikai gyakorlat | Technikai gyakorlat | Szabad gyakorlat | Szabad gyakorlat | Összesítés | Összesítés |
| Versenyző                         | Versenyszám | Pont                | Hely.               | Pont             | Hely.            | Pont       | Hely.      | Pont                | Hely.               | Pont             | Hely.            | Pont       | Hely.      |
| --------------------------------- | ----------- | ------------------- | ------------------- | ---------------- | ---------------- | ---------- | ---------- | ------------------- | ------------------- | ---------------- | ---------------- | ---------- | ---------- |
| Hámori Zsuzsanna Marschalkó Petra | Páros       | 82,733              | 23.                 | 80,800           | 23.              | 81,477     | 23.        | kiesett             | kiesett             | kiesett          | kiesett          | kiesett    | kiesett    |

## Taekwondo
Férfi
| Versenyző    | Versenyszám | Selejtező               | Negyeddöntő                | Elődöntő                    | Vigaszág negyeddöntő | Vigaszág elődöntő             | Bronz- mérkőzés   | Döntő             | Helyezés |
| Versenyző    | Versenyszám | Ellenfél Eredmény       | Ellenfél Eredmény          | Ellenfél Eredmény           | Ellenfél Eredmény    | Ellenfél Eredmény             | Ellenfél Eredmény | Ellenfél Eredmény | Helyezés |
| ------------ | ----------- | ----------------------- | -------------------------- | --------------------------- | -------------------- | ----------------------------- | ----------------- | ----------------- | -------- |
| Salim József | Légsúly     | Juan Moreno (USA) · 2-0 | Nászer Búftajn (KUW) · 1-1 | Gabriel Esparza (ESP) · 0-5 |                      | Huang Chih-Hsiung (TPE) · 0-1 | kiesett           |                   | 5.       |

## Tenisz
Férfi
| Versenyző                 | Versenyszám | 64-es főtábla                              | 32-es főtábla                                                           | Nyolcaddöntő      | Negyeddöntő       | Elődöntő          | Bronz- mérkőzés   | Döntő             | Helyezés |
| Versenyző                 | Versenyszám | Ellenfél Eredmény                          | Ellenfél Eredmény                                                       | Ellenfél Eredmény | Ellenfél Eredmény | Ellenfél Eredmény | Ellenfél Eredmény | Ellenfél Eredmény | Helyezés |
| ------------------------- | ----------- | ------------------------------------------ | ----------------------------------------------------------------------- | ----------------- | ----------------- | ----------------- | ----------------- | ----------------- | -------- |
| Sávolt Attila             | Egyes       | Pharadon Szricsaphan (THA) · 2–6, 6–4, 5–7 | kiesett                                                                 | kiesett           | kiesett           | kiesett           | kiesett           | kiesett           | 33.      |
| Köves Gábor Sávolt Attila | Páros       |                                            | Olaszország (ITA) · Massimo Bertolini · Cristian Brandi · 6–3, 2–6, 2–6 | kiesett           | kiesett           | kiesett           | kiesett           | kiesett           | 17.      |

Férfi
| Versenyző                    | Versenyszám | 64-es főtábla                      | 32-es főtábla                                                                 | Nyolcaddöntő                                             | Negyeddöntő                                                                  | Elődöntő          | Bronz- mérkőzés   | Döntő             | Helyezés |
| Versenyző                    | Versenyszám | Ellenfél Eredmény                  | Ellenfél Eredmény                                                             | Ellenfél Eredmény                                        | Ellenfél Eredmény                                                            | Ellenfél Eredmény | Ellenfél Eredmény | Ellenfél Eredmény | Helyezés |
| ---------------------------- | ----------- | ---------------------------------- | ----------------------------------------------------------------------------- | -------------------------------------------------------- | ---------------------------------------------------------------------------- | ----------------- | ----------------- | ----------------- | -------- |
| Marosi Katalin               | Egyes       | Szeles Mónika (USA) · 0–6, 1–6     | kiesett                                                                       | kiesett                                                  | kiesett                                                                      | kiesett           | kiesett           | kiesett           | 33.      |
| Mandula Petra                | Egyes       | Conchita Martínez (ESP) · 1–6, 1–6 | kiesett                                                                       | kiesett                                                  | kiesett                                                                      | kiesett           | kiesett           | kiesett           | 33.      |
| Kuti Kis Rita                | Egyes       | Amanda Coetzer (RSA) · 1–6, 0–6    | kiesett                                                                       | kiesett                                                  | kiesett                                                                      | kiesett           | kiesett           | kiesett           | 33.      |
| Mandula Petra Marosi Katalin | Páros       |                                    | Dél-afrikai Köztársaság (RSA) · Amanda Coetzer · Liezel Horn-Huber · 6–4, 6–3 | Brazília (BRA) · Joana Cortez · Vanessa Menga · 6–2, 6–3 | Fehéroroszország (BLR) · Volha Barabanscsikava · Natallja Zverava · 3–6, 5–7 | kiesett           | kiesett           | kiesett           | 5.       |

## Torna
Férfi
| Versenyző            | Versenyszám      | Selejtező | Selejtező | Döntő    | Döntő    |
| Versenyző            | Versenyszám      | Pontszám  | Helyezés  | Pontszám | Helyezés |
| -------------------- | ---------------- | --------- | --------- | -------- | -------- |
| Csollány Szilveszter | Gyűrű            | 9,775     | 1.*       | 9,850    |          |
| Csollány Szilveszter | Egyéni összetett | 9,775     | 94.       | kiesett  | kiesett  |
| Supola Zoltán        | Ugrás            | 9,187     | 61.*      | kiesett  | kiesett  |
| Supola Zoltán        | Korlát           | 9,025     | 62.       | kiesett  | kiesett  |
| Supola Zoltán        | Nyújtó           | 9,587     | 36.**     | kiesett  | kiesett  |
| Supola Zoltán        | Lólengés         | 9,787     | 2.**      | 9,762    | 6.       |
| Supola Zoltán        | Egyéni összetett | 37,586    | 72.       | kiesett  | kiesett  |

* - egy másik versenyzővel azonos eredményt ért el

** - két másik versenyzővel azonos eredményt ért el

### Ritmikus gimnasztika
| Versenyző       | Versenyszám | Selejtező | Selejtező | Selejtező | Selejtező | Selejtező | Selejtező | Selejtező | Selejtező | Selejtező | Selejtező | Döntő   | Döntő   | Döntő   | Döntő   | Döntő   | Döntő   | Döntő   | Döntő   | Döntő    | Döntő    |
| Versenyző       | Versenyszám | Kötél     | Kötél     | Karika    | Karika    | Labda     | Labda     | Szalag    | Szalag    | Összesen  | Összesen  | Kötél   | Kötél   | Karika  | Karika  | Labda   | Labda   | Szalag  | Szalag  | Összesen | Összesen |
| Versenyző       | Versenyszám | Pont      | Hely.     | Pont      | Hely.     | Pont      | Hely.     | Pont      | Hely.     | Pont      | Hely.     | Pont    | Hely.   | Pont    | Hely.   | Pont    | Hely.   | Pont    | Hely.   | Pont     | Hely.    |
| --------------- | ----------- | --------- | --------- | --------- | --------- | --------- | --------- | --------- | --------- | --------- | --------- | ------- | ------- | ------- | ------- | ------- | ------- | ------- | ------- | -------- | -------- |
| Fráter Viktória | Egyéni      | 9,566     | 17.       | 9,600     | 17.       | 9,462     | 21.       | 9,533     | 20.       | 38,161    | 20.       | kiesett | kiesett | kiesett | kiesett | kiesett | kiesett | kiesett | kiesett | kiesett  | kiesett  |

## Triatlon
| Versenyző     | Versenyszám | 1,5 km úszás | Depózás 1 | 40 km kerékpározás | Depózás 2 | 10 km futás | Összesítés | Összesítés |
| Versenyző     | Versenyszám | Idő          | Idő       | Idő                | Idő       | Idő         | Idő        | Helyezés   |
| ------------- | ----------- | ------------ | --------- | ------------------ | --------- | ----------- | ---------- | ---------- |
| Kuttor Csaba  | Férfi       | 17:38,99     | 27,80     | 59:10,00           | 24,30     | 33:24,65    | 1:51:05,74 | 30.        |
| Góg Anikó     | Női         | 20:48,91     | 27,27     | 1:11:16,29         | 25,00     | 41:53,08    | 2:14:50,55 | 39.        |
| Molnár Erika  | Női         | 20:42,98     | 23,00     | 1:08:03,00         | 28,11     | 36:02,41    | 2:05:39,50 | 23.        |
| Edöcsény Nóra | Női         | 19:51,88     | 36,60     | 1:06:42,20         | 23,10     | 37:46,25    | 2:05:20,03 | 19.        |

## Úszás
Férfi
| Versenyző                                              | Versenyszám            | Előfutam | Előfutam | Előfutam | Elődöntő | Elődöntő | Elődöntő | Döntő   | Döntő    |
| Versenyző                                              | Versenyszám            | Idő      | Hely.    | Össz.    | Idő      | Hely.    | Össz.    | Idő     | Helyezés |
| ------------------------------------------------------ | ---------------------- | -------- | -------- | -------- | -------- | -------- | -------- | ------- | -------- |
| Zubor Attila                                           | 50 m gyors             | 23,03    | 2.       | 26.      | kiesett  | kiesett  | kiesett  | kiesett | kiesett  |
| Zubor Attila                                           | 100 m gyors            | 49,79    | 5.       | 15.      | 49,58    | 6.       | 9.       | kiesett | kiesett  |
| Zubor Attila                                           | 200 m gyors            | 1:50,11  | 6.       | 16.      | 1:49,87  | 6.       | 14.      | kiesett | kiesett  |
| Szabados Béla                                          | 200 m gyors            | 1:50,10  | 5.       | 15.      | 1:49,36  | 7.       | 11.      | kiesett | kiesett  |
| Szilágyi Zoltán                                        | 400 m gyors            | 3:59,40  | 6.       | 31.      |          |          |          | kiesett | kiesett  |
| Czene Attila Gáspár Zsolt Simon Jácint Szabados Béla   | 4 × 200 m gyorsváltó   | 7:24,48  | 5.       | 10.      |          |          |          | kiesett | kiesett  |
| Horváth Péter                                          | 100 m hát              | 55,81    | 4.       | 13.      | 55,65    | 7.       | 10.      | kiesett | kiesett  |
| Bodrogi Viktor                                         | 200 m hát              | kizárták | kizárták | kizárták | kiesett  | kiesett  | kiesett  | kiesett | kiesett  |
| Bodrogi Viktor                                         | 200 m pillangó         | 2:00,74  | 2.       | 24.      | kiesett  | kiesett  | kiesett  | kiesett | kiesett  |
| Güttler Károly                                         | 100 m mell             | 1:01,66  | 1.       | 4.       | 1:01,83  | 5.       | 9.       | kiesett | kiesett  |
| Rózsa Norbert                                          | 200 m mell             | 2:15,27  | 4.       | 11.      | 2:14,67  | 6.       | 13.      | kiesett | kiesett  |
| Gáspár Zsolt                                           | 100 m pillangó         | 53,29    | 2.       | 6.       | 53,45    | 4.       | 11.      | kiesett | kiesett  |
| Czene Attila                                           | 200 m vegyes           | 2:02,66  | 5.       | 10.      | 2:01,56  | 3.       | 7.       | 2:01,16 | 4.       |
| Batházi István                                         | 200 m vegyes           | 2:03,63  | 6.       | 19.      | kiesett  | kiesett  | kiesett  | kiesett | kiesett  |
| Batházi István                                         | 400 m vegyes           | 4:18,85  | 2.       | 10.      |          |          |          | kiesett | kiesett  |
| Horváth Péter Güttler Károly Gáspár Zsolt Zubor Attila | 4 × 100 m vegyes váltó | 3:38,58  | 1.       | 2.       |          |          |          | 3:39,09 | 5.       |

Női
| Versenyző                                                    | Versenyszám            | Előfutam | Előfutam | Előfutam | Elődöntő | Elődöntő | Elődöntő | Döntő   | Döntő    |
| Versenyző                                                    | Versenyszám            | Idő      | Hely.    | Össz.    | Idő      | Hely.    | Össz.    | Idő     | Helyezés |
| ------------------------------------------------------------ | ---------------------- | -------- | -------- | -------- | -------- | -------- | -------- | ------- | -------- |
| Lakos Gyöngyvér                                              | 100 m gyors            | 57,71    | 3.       | 29.*     | kiesett  | kiesett  | kiesett  | kiesett | kiesett  |
| Risztov Éva                                                  | 400 m gyors            | 4:18,48  | 7.       | 29.      |          |          |          | kiesett | kiesett  |
| Risztov Éva                                                  | 800 m gyors            | 8:43,07  | 6.       | 14.      |          |          |          | kiesett | kiesett  |
| Risztov Éva                                                  | 200 m pillangó         | 2:11,32  | 3.       | 12.      | 2:11,83  | 8.       | 16.      | kiesett | kiesett  |
| Kiss Annamária                                               | 100 m hát              | 1:06,12  | 4.       | 36.      | kiesett  | kiesett  | kiesett  | kiesett | kiesett  |
| Kiss Annamária                                               | 200 m hát              | 2:20,40  | 6.       | 28.      | kiesett  | kiesett  | kiesett  | kiesett | kiesett  |
| Kovács Ágnes                                                 | 100 m mell             | 1:08,50  | 2.       | 6.       | 1:07,79  | 2.       | 2.*      | 1:08,09 | 5.       |
| Kovács Ágnes                                                 | 200 m mell             | 2:24,92  | 1.       | 1.       | 2:24,03  | 1.       | 1.       | 2:24,35 |          |
| Ferenczy Orsolya                                             | 100 m pillangó         | 1:01,15  | 3.*      | 23.*     | kiesett  | kiesett  | kiesett  | kiesett | kiesett  |
| Ferenczy Orsolya Kiss Annamária Kovács Ágnes Lakos Gyöngyvér | 4 × 100 m vegyes váltó | 4:11,11  | 5.       | 13.      |          |          |          | kiesett | kiesett  |

* - egy másik versenyzővel azonos eredményt ért el

## Vitorlázás
Férfi
| Versenyző                      | Versenyszám     | Futam  | Futam | Futam | Futam | Futam | Futam | Futam | Futam | Futam  | Futam   | Futam | Pontszám | Helyezés |
| Versenyző                      | Versenyszám     | 1      | 2     | 3     | 4     | 5     | 6     | 7     | 8     | 9      | 10      | 11    | Pontszám | Helyezés |
| ------------------------------ | --------------- | ------ | ----- | ----- | ----- | ----- | ----- | ----- | ----- | ------ | ------- | ----- | -------- | -------- |
| Gádorfalvi Áron                | Szörfvitorlázás | (24)   | 19    | 19    | 23    | 21    | 23    | 21    | 17    | 14     | (37***) | 20    | 177,0    | 24.      |
| Hajdú Balázs                   | Finn dingi      | (26**) | 6     | 16    | 16    | 3     | 5     | (26*) | 8     | 22     | 10      | (16)  | 102,0    | 15.      |
| Goszleth Marcell Szörényi Ádám | 470-es osztály  | (30,0) | 20,0  | 19,0  | 18,0  | 25,0  | 24,0  | 26,0  | 17,0  | (29,0) | 28,0    | 27,0  | 204,0    | 29.      |

Nyílt
| Versenyző   | Versenyszám | Futam | Futam | Futam | Futam | Futam  | Futam | Futam | Futam | Futam | Futam | Futam | Pontszám | Helyezés |
| Versenyző   | Versenyszám | 1     | 2     | 3     | 4     | 5      | 6     | 7     | 8     | 9     | 10    | 11    | Pontszám | Helyezés |
| ----------- | ----------- | ----- | ----- | ----- | ----- | ------ | ----- | ----- | ----- | ----- | ----- | ----- | -------- | -------- |
| Eszes Tamás | Laser       | 5     | (26)  | 9     | 13    | (44**) | 14    | 16    | 26    | 5     | 26    | 13    | 127,0    | 18.      |

Női
| Versenyző       | Versenyszám     | Futam | Futam | Futam | Futam | Futam | Futam | Futam | Futam | Futam | Futam | Futam | Pontszám | Helyezés |
| Versenyző       | Versenyszám     | 1     | 2     | 3     | 4     | 5     | 6     | 7     | 8     | 9     | 10    | 11    | Pontszám | Helyezés |
| --------------- | --------------- | ----- | ----- | ----- | ----- | ----- | ----- | ----- | ----- | ----- | ----- | ----- | -------- | -------- |
| Gádorfalvi Luca | Szörfvitorlázás | 23    | (26)  | 24    | 24    | (28)  | 21    | 25    | 21    | 15    | 23    | 25    | 201,0    | 25.      |

* - nem ért célba

** - kizárták

*** - kizárták (korai rajt)

## Vívás
Férfi
| Versenyző                                                  | Versenyszám       | Selejtező                     | 32-es főtábla                 | Nyolcaddöntő                                                                                | Negyeddöntő                                                                              | Elődöntő | Bronz- mérkőzés                                                                                    | Döntő             | Helyezés |
| Versenyző                                                  | Versenyszám       | Ellenfél Eredmény             | Ellenfél Eredmény             | Ellenfél Eredmény                                                                           | Ellenfél Eredmény                                                                        | Ellenfél Eredmény | Ellenfél Eredmény                                                                                  | Ellenfél Eredmény | Helyezés |
| ---------------------------------------------------------- | ----------------- | ----------------------------- | ----------------------------- | ------------------------------------------------------------------------------------------- | ---------------------------------------------------------------------------------------- | --- | -------------------------------------------------------------------------------------------------- | ----------------- | -------- |
| Marsi Márk                                                 | Tőr, egyéni       | Andrej Kolganov (KAZ) · 15-13 | Wolfgang Wienand (GER) · 15-8 | Je Csung (CHN) · 15-8                                                                       | Ralf Bißdorf (GER) · 13-15                                                               | kiesett | kiesett                                                                                            | kiesett           | 8.       |
| Fekete Attila                                              | Párbajtőr, egyéni | erőnyerő                      | Laurie Shong (CAN) · 14-13    | Zhao Gang (CHN) · 8-9                                                                       | kiesett                                                                                  | kiesett | kiesett                                                                                            | kiesett           | 11.      |
| Kovács Iván                                                | Párbajtőr, egyéni | erőnyerő                      | Gerry Adams (AUS) · 14-15     | kiesett                                                                                     | kiesett                                                                                  | kiesett | kiesett                                                                                            | kiesett           | 19.      |
| Ferjancsik Domonkos                                        | Kard, egyéni      | erőnyerő                      | I Szungvon (KOR) · 15-4       | Vadim Hutcajt (UKR) · 15-10                                                                 | Tonhi Terenzi (ITA) · 15-13                                                              | Mathieu Gourdain (FRA) · 12-15                                                                                           | Wiradech Kothny (GER) · 11-15                                                                      |                   | 4.       |
| Köves Csaba                                                | Kard, egyéni      | erőnyerő                      | Florin Lupeică (ROU) · 15-14  | Tonhi Terenzi (ITA) · 14-15                                                                 | kiesett                                                                                  | kiesett | kiesett                                                                                            | kiesett           | 11.      |
| Nemcsik Zsolt                                              | Kard, egyéni      | erőnyerő                      | James Williams (GBR) · 10-15  | kiesett                                                                                     | kiesett                                                                                  | kiesett | kiesett                                                                                            | kiesett           | 17.      |
| Fekete Attila Marsi Márk Kovács Iván                       | Párbajtőr, csapat |                               |                               | Észtország (EST) · Kaido Kaaberma · Andrus Kajak · Meelis Loit · Nikolai Novosjolov · 45-42 | Franciaország (FRA) · Jean-François Di Martino · Hugues Obry · Éric Srecki · 42-43       | Az 5–8. helyért · Németország (GER) · Jörg Fiedler · Arnd Schmitt · Marc-Konstantin Steifensand · Daniel Strigel · 39-45 | A 7. helyért · Ausztrália (AUS) · Gerry Adams · Nick Heffernan · Luc Cartillier · 45-39            |                   | 7.       |
| Nemcsik Zsolt Köves Csaba Ferjancsik Domonkos Takács Péter | Kard, csapat      |                               |                               | erőnyerő                                                                                    | Oroszország (RUS) · Szergej Sarikov · Sztanyiszlav Pozdnyakov · Alekszej Froszin · 39-45 | Az 5–8. helyért · Lengyelország (POL) · Rafał Sznajder · Norbert Jaskot · Marcin Sobala · 45-41                          | Az 5. helyért · Ukrajna (UKR) · Vadim Hutcajt · Volodimir Lukasenko · Volodimir Kaljuzsnij · 45-43 |                   | 5.       |

Női
| Versenyző                                  | Versenyszám       | Selejtező         | 32-es főtábla                    | Nyolcaddöntő                        | Negyeddöntő                                                                       | Elődöntő                                                                                              | Bronz- mérkőzés                                                                                           | Döntő                                | Helyezés |
| Versenyző                                  | Versenyszám       | Ellenfél Eredmény | Ellenfél Eredmény                | Ellenfél Eredmény                   | Ellenfél Eredmény                                                                 | Ellenfél Eredmény                                                                                     | Ellenfél Eredmény                                                                                         | Ellenfél Eredmény                    | Helyezés |
| ------------------------------------------ | ----------------- | ----------------- | -------------------------------- | ----------------------------------- | --------------------------------------------------------------------------------- | --- | --- | ------------------------------------ | -------- |
| Mohamed Aida                               | Tőr, egyéni       | erőnyerő          | Arai Júko (JPN) · 15-6           | Monika Weber-Koszto (GER) · 15-10   | Rita König (GER) · 8-15                                                           | kiesett                                                                                               | kiesett                                                                                                   | kiesett                              | 7.       |
| Knapek Edina                               | Tőr, egyéni       | erőnyerő          | Sylwia Gruchała (POL) · 6-15     | kiesett                             | kiesett                                                                           | kiesett                                                                                               | kiesett                                                                                                   | kiesett                              | 21.      |
| Lantos Gabriella                           | Tőr, egyéni       | erőnyerő          | Monika Weber-Koszto (GER) · 6-15 | kiesett                             | kiesett                                                                           | kiesett                                                                                               | kiesett                                                                                                   | kiesett                              | 24.      |
| Nagy Tímea                                 | Párbajtőr, egyéni | erőnyerő          | Yang Shaoqi (CHN) · 11-8         | Jūlija Vansoviča (LAT) · 15-10      | Claudia Bokel (GER) · 15-8                                                        | Laura Flessel-Colovic (FRA) · 15-14                                                                   | | Gianna Hablützel-Bürki (SUI) · 15-11 |          |
| Mincza Ildikó                              | Párbajtőr, egyéni | erőnyerő          | Arlene Stevens (USA) · 11-8      | Gianna Hablützel-Bürki (SUI) · 9-15 | kiesett                                                                           | kiesett                                                                                               | kiesett                                                                                                   | kiesett                              | 9.       |
| Szalay Gyöngyi                             | Párbajtőr, egyéni | erőnyerő          | Jūlija Vansoviča (LAT) · 13-15   | kiesett                             | kiesett                                                                           | kiesett                                                                                               | kiesett                                                                                                   | kiesett                              | 18.      |
| Knapek Edina Lantos Gabriella Mohamed Aida | Tőr, csapat       |                   |                                  | erőnyerő                            | Egyesült Államok (USA) · Ann Marsh · Iris Zimmermann · Felicia Zimmermann · 41-45 | Az 5–8. helyért · Ukrajna (UKR) · Ljudmila Vasziljeva · Olena Kolcova · Olha Lelejko · 45-39          | Az 5. helyért · Oroszország (RUS) · Szvetlana Bojko · Jekatyerina Juseva · Olga Sarkova-Szidorova · 38-45 |                                      | 6.       |
| Nagy Tímea Mincza Ildikó Szalay Gyöngyi    | Párbajtőr, csapat |                   |                                  |                                     | Norvégia (NOR) · Margrete Mørch · Ragnhild Andenæs · Silvia Lesoil · 45-32        | Oroszország (RUS) · Karina Aznavurjan · Tatyjana Logunova · Marija Mazina · Okszana Jermakova · 44-45 | Kína (CHN) · Li Na · Liang Qin · Yang Shaoqi · 39-41                                                      |                                      | 4.       |

## Vízilabda

### Férfi
| Magyar férfi vízilabdacsapat-játékoskeret                                                              | Magyar férfi vízilabdacsapat-játékoskeret                                                        |
| --- | ------------------------------------------------------------------------------------------------ |
| - Benedek Tibor - Biros Péter - Fodor Rajmund - Kásás Tamás - Kiss Gergely - Kósz Zoltán - Märcz Tamás | - Molnár Tamás - Steinmetz Barnabás - Szécsi Zoltán - Székely Bulcsú - Varga Zsolt - Vári Attila |

#### Eredmények
Csoportkör
B csoport
| Csapat                 | M | Gy | D | V | G+ | G– | Gk  | P |
| ---------------------- | - | -- | - | - | -- | -- | --- | - |
| Jugoszlávia (YUG)      | 5 | 4  | 1 | 0 | 41 | 22 | +19 | 9 |
| Horvátország (CRO)     | 5 | 4  | 1 | 0 | 42 | 30 | +12 | 9 |
| Magyarország (HUN)     | 5 | 3  | 0 | 2 | 49 | 39 | +10 | 6 |
| Egyesült Államok (USA) | 5 | 2  | 0 | 3 | 42 | 39 | +3  | 4 |
| Hollandia (NED)        | 5 | 1  | 0 | 4 | 34 | 55 | –21 | 2 |
| Görögország (GRE)      | 5 | 0  | 0 | 5 | 22 | 45 | –23 | 0 |

| 2000. szeptember 23. 09:30 | Görögország (GRE)    | 4–7 | Magyarország (HUN) | Játékvezetők: Vlastimil Kratochvil (SVK), Alan Balfanbayev (KAZ) |
| 2000. szeptember 23. 09:30 | (0–3, 1–2, 2–0, 1–2) |     |                    | Játékvezetők: Vlastimil Kratochvil (SVK), Alan Balfanbayev (KAZ) |
| 2000. szeptember 23. 09:30 | Lúdisz 2             |     | Fodor 1            | Játékvezetők: Vlastimil Kratochvil (SVK), Alan Balfanbayev (KAZ) |

| 2000. szeptember 24. 09:30 | Magyarország (HUN)   | 16–8 | Hollandia (NED) | Játékvezetők: Vladimir Prikhodko (KAZ), Ian Alfred James Melliar (RSA) |
| 2000. szeptember 24. 09:30 | (5–3, 3–2, 3–2, 5–1) |      |                 | Játékvezetők: Vladimir Prikhodko (KAZ), Ian Alfred James Melliar (RSA) |
| 2000. szeptember 24. 09:30 | Kásás, Kiss 4        |      | van der Meer 3  | Játékvezetők: Vladimir Prikhodko (KAZ), Ian Alfred James Melliar (RSA) |

| 2000. szeptember 25. 14:30 | Horvátország (CRO)   | 8–7 | Magyarország (HUN) | Játékvezetők: Rolf Helmut Ludecke (GER), Vlastimil Kratochvil (SVK) |
| 2000. szeptember 25. 14:30 | (2–3, 1–1, 3–1, 2–2) |     |                    | Játékvezetők: Rolf Helmut Ludecke (GER), Vlastimil Kratochvil (SVK) |
| 2000. szeptember 25. 14:30 | három játékos 2      |     | Benedek, Fodor 2   | Játékvezetők: Rolf Helmut Ludecke (GER), Vlastimil Kratochvil (SVK) |

| 2000. szeptember 26. 09:30 | Magyarország (HUN)   | 10–9 | Egyesült Államok (USA) | Játékvezetők: Erhan Tulga (TUR), Alexandre Galkine (RUS) |
| 2000. szeptember 26. 09:30 | (3–1, 2–3, 3–4, 2–1) |      |                        | Játékvezetők: Erhan Tulga (TUR), Alexandre Galkine (RUS) |
| 2000. szeptember 26. 09:30 | három játékos 2      |      | Oeding, Vigo 2         | Játékvezetők: Erhan Tulga (TUR), Alexandre Galkine (RUS) |

| 2000. szeptember 27. 09:30 | Jugoszlávia (SCG)    | 10–9 | Magyarország (HUN) | Játékvezetők: Peter Henry Kerr (AUS), Rolf Helmut Ludecke (GER) |
| 2000. szeptember 27. 09:30 | (3–3, 2–3, 3–2, 2–1) |      |                    | Játékvezetők: Peter Henry Kerr (AUS), Rolf Helmut Ludecke (GER) |
| 2000. szeptember 27. 09:30 | négy játékos 2       |      | Varga, Kásás 2     | Játékvezetők: Peter Henry Kerr (AUS), Rolf Helmut Ludecke (GER) |

Negyeddöntő
| 2000. szeptember 29. 15:45 | Olaszország (ITA)    | 5–8 | Magyarország (HUN) | Játékvezetők: Erhan Tulga (TUR), Paraskevas Chasekioglou (GRE) |
| 2000. szeptember 29. 15:45 | (0–2, 2–3, 3–2, 0–1) |     |                    | Játékvezetők: Erhan Tulga (TUR), Paraskevas Chasekioglou (GRE) |
| 2000. szeptember 29. 15:45 | Silipo 2             |     | Kásás 4            | Játékvezetők: Erhan Tulga (TUR), Paraskevas Chasekioglou (GRE) |

Elődöntő
| 2000. szeptember 30. 15:45 | Magyarország (HUN)   | 8–7 | Jugoszlávia (SCG) | Játékvezetők: Peter Henry Kerr (AUS), Rolf Helmut Ludecke (GER) |
| 2000. szeptember 30. 15:45 | (3–2, 2–3, 2–2, 1–0) |     |                   | Játékvezetők: Peter Henry Kerr (AUS), Rolf Helmut Ludecke (GER) |
| 2000. szeptember 30. 15:45 | Kiss 3               |     | Trbojević 5       | Játékvezetők: Peter Henry Kerr (AUS), Rolf Helmut Ludecke (GER) |

Döntő
| 2000. október 1. 16:15 | Oroszország (RUS)    | 6–13 | Magyarország (HUN) | Játékvezetők: Petrus Hendrik Bookelman (NED), Paraskevas Chasekioglou (GRE) |
| 2000. október 1. 16:15 | (1–3, 1–5, 2–2, 2–3) |      |                    | Játékvezetők: Petrus Hendrik Bookelman (NED), Paraskevas Chasekioglou (GRE) |
| 2000. október 1. 16:15 | Jerisov 3            |      | Benedek 4          | Játékvezetők: Petrus Hendrik Bookelman (NED), Paraskevas Chasekioglou (GRE) |

| Csapat             | Helyezés |
| ------------------ | -------- |
| Magyarország (HUN) |          |